# Erich Hannighofer
Erich Hannighofer (geboren am 25. Februar 1908 in Königsberg; seit 1. Januar 1945 vermisst) war ein deutscher Schriftsteller.

## Leben
Hannighofer war Staatsangestellter in Königsberg und arbeitete zeitweise auch als christlicher Laienprediger. Er war befreundet mit Ernst Wiechert, Agnes Miegel und Walter Scheffler. Anfang der 1940er Jahre wurde er eingezogen und kam an die Ostfront, wo er seit 1945 bei Bartenstein/Heilsberg verschollen ist. Sein Name und seine persönlichen Daten finden sich nach Angaben des Volksbunds Deutsche Kriegsgräberfürsorge im Gedenkbuch der Deutschen Kriegsgräberstätte Bartossen (Bartosze).
Bestimmend für sein Werk war der christliche Glaube und die Liebe zur ostpreußischen Heimat, was sowohl in seinem Hauptwerk, der Novelle Erde (1937), als auch in seinem bekanntesten Werk, dem in der Vertonung von Herbert Brust als Ostpreußenlied bekannten Gedicht Land der dunklen Wälder und kristall'nen Seen (1933), zum Ausdruck kommt.
Weitere Werke blieben unvollendet, darunter die Erzählung Thor und Terra sowie ein geplanter großer Ostpreußenroman.

## Werke
- Erde. Novelle. Eher, München 1937.